# Flavoparmelia kantvilasii
Flavoparmelia kantvilasii är en lavart som beskrevs av Elix. Flavoparmelia kantvilasii ingår i släktet Flavoparmelia och familjen Parmeliaceae.   Inga underarter finns listade i Catalogue of Life.